# 다오지역
다오지역(일본어: 田尾寺駅, たおじえき)은 일본 효고현 고베시 기타구에 있는 고베 전철 산다 선의 역이다. 역 번호는 KB23이다. 해발 201m이다.

## 역사
- 1928년 12월 18일: 고베 아리마 전기철도의 산다 선 개통과 동시에 영업 개시.
- 1947년 1월 9일: 고베 아리마 전기철도와 미키 전기철도가 회사 합병하여 신아리미키 전기철도의 역이 됨.
- 1998년 3월 20일: 오카바 ~ 다오지 구간이 복선화되고 교상 역사화.

## 역 구조
섬식 승강장 1면 2선의 구조인 교상역이다. 오카바 역부터 이어진 복선은 역 북쪽에서 끝났다(현, 안전측선). 따라서, 산다 방면으로 향하는 일부 열차는 대향 열차와 교행을 실시한다. 승강장 유효 길이는 4량이지만 승강장 연장용 공간이 확보되어 있다. 승강장에는 대합실이 있다.

### 승강장
| 1 | ■ 산다 선(하행) | 요코야마・산다 방면                                         |
| 2 | ■ 산다 선(상행) | 아리마구치・다니가미・스즈란다이・미나토가와・신카이치 방면 |

## 역 주변
일대는 주택지이다.
- 택시 승강장
- 아리마 경찰서
- 아리노 우체국
- 효고 지방 도로 15호 고베산다 선
- 효고 지방 도로 82호 오사와니시노미야 선
- 주고쿠 자동차도 니시노미야키타 IC
- 고베 리서치 파크 후지와라다이
- 호쿠신 세이와다이
- 한신 유통 센터 - 본 역이 근처역이다.
- 홈 센터 코난 후지와라다이점
- 히가시타오지

## 인접역
| 고베 전철 산다 선         | 고베 전철 산다 선                                 | 고베 전철 산다 선   |
| ------------------------- | ------------------------------------------------- | ------------------- |
| KB22 오카바 신카이치 방면 | ■ 특쾌속(신카이치 행만 운행) ■ 급행 ■ 준급 ■ 보통 | 니로 KB24 산다 방면 |